# Галась Михайло Іванович
Михайло Іванович Га́лась (*25 жовтня 1929, с. Нижня Пайва Алтайського краю, РФ — †4 травня 2006)   — фахівець у галузі проєктування та конструювання зразків ракетно-космічної техніки. Доктор технічних наук (1987), професор (1990), член-кореспондент НАНУ (2000). Герой Соціалістичної Праці (1976). Державна премія СРСР (1967), Ленінська премія (1990). Орден князя Ярослава Мудрого 5-го ступеня (1999). Орден князя Ярослава Мудрого 4-го ступеня (2004). 

## Біографія
Закінчив Ленінградський військовий-механічний інститут (нині Санкт-Петербург, 1955). Від 1956 працював у КБ «Південне» (Дніпропетровськ): 1972–1985 — заступник головного конструктора, головний конструктор; 1985–2001 — заступник генерального конструктора; 2001–2002 — головний науковий співробітник Водночас викладав на кафедрі проєктування й конструкцій літальних апаратів Дніпропетровського університету. З 1992 головний конструктор  українського тролейбуса.  Від 2002 — на пенсії. Основні напрями наукової діяльності: створення високоефективних пневмогідравлічних систем рідинно-ракетних двигунів, а також паливних систем та конструкцій верхніх ступенів; впровадження високоточних систем відділення космічних об'єктів; збільшення тривалості експлуатації комплексів ракетно-космічної техніки та розвиток перспективних напрямів низки основних її систем тощо. Брав безпосередню участь у створенні космічних ракет-носіїв «Циклон» та «Зеніт», у переобладнанні та застосуванні бойових ракет Р-36М, Р-36М ТТХ для запуску космічних апаратів за програмою «Дніпро».

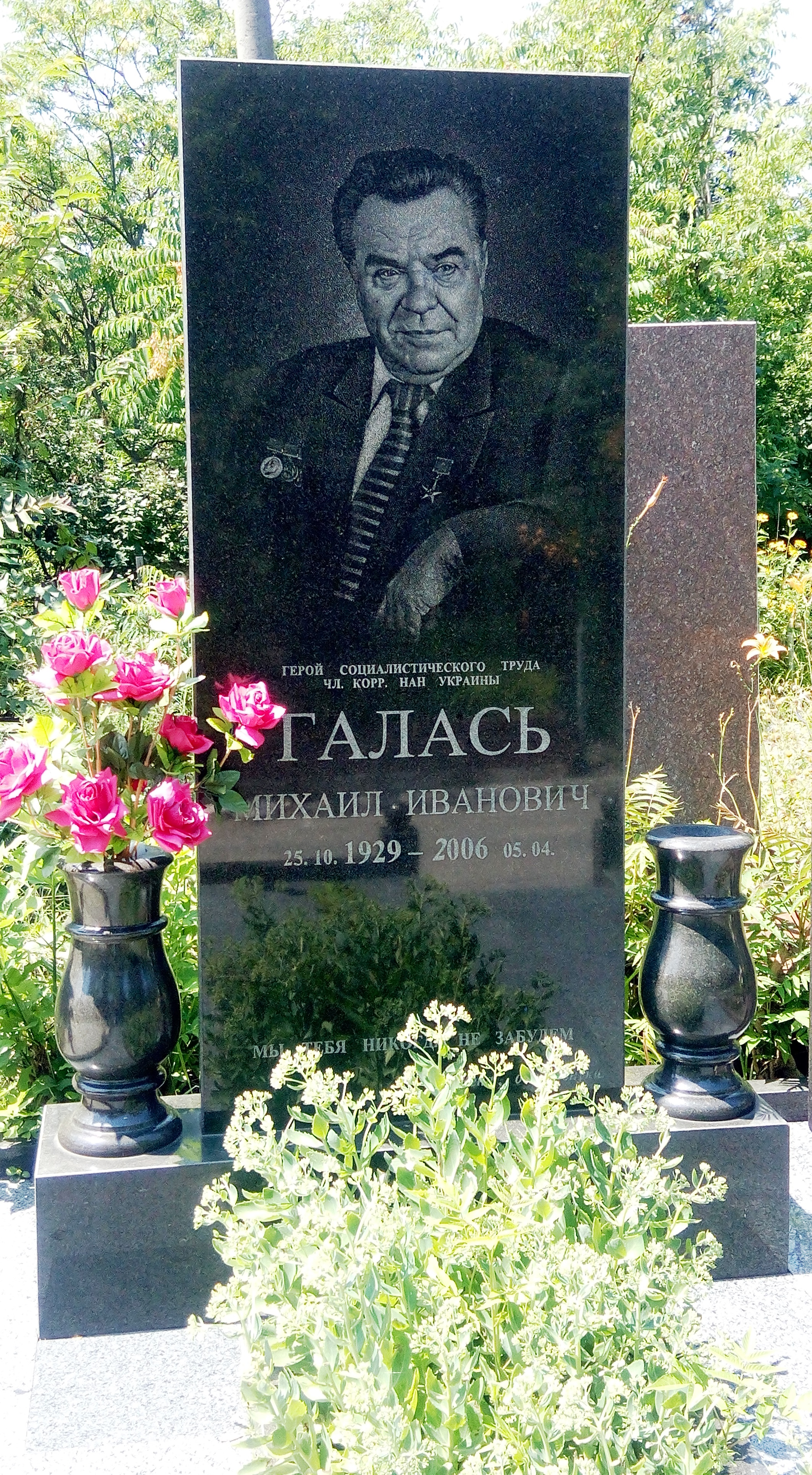
Могила Михайла Галася на Алеї Героїв Сурсько-Литовського кладовища в Дніпрі

## Праці
- Особенности опорожнения емкостей с газом с учетом сжимаемости и сопротивления магистрали // Пробл. высокотемператур. техники: Сб. науч. тр. Днепроп. ун-та. Дн., 1981;
- Тенденции развития систем наддува топливных баков РДД // Ракетно-космич. техника. Сер. 1. 1981. Вып. 3;
- Опыт работы по увеличению сроков эксплуатации комплексов // Там само. 1987. Вып. 3;
- Проектирование и расчет узлов разделения // Там само. 1988. Вып. 1;
- Заборные устройства // Там само. 1988. Вып. 2;
- Исследование возможностей ультразвукового контроля элементов двигателя первой ступени ракеты-носителя «Зенит» // Космічна наука і технологія. К., 2001 (співавт.);
- Пиромеханические устройства ракетных систем // Тех. механіка. 2001. № 1.

## Цікаві факти
- Галася М. І. вважає своїм вчителем на виробнитстві Леонід Кучма, котрий працював разом з ним[6].
- Михайло Іванович все життя займався ракетами. Однак, коли його у 1992 році призначили головним конструктором  українського тролейбуса,[7]  він зміг швидко розібратися у новій для нього справі та створити успішні модифікації тролейбусів  ЮМЗ. Науковий керівник робіт по створенню українського тролейбуса [7][8] Володимир Веклич [9]  відмічав про Галася та керований ним колектив: "Не дивлячись на те, що вони не мали досвіду у галузі тролейбусобудування, висока кваліфікація і відповідальність їх спеціалістів, наявність унікальних технологій дозволили використовувати в конструкції кузова тролейбуса ряд високоефективних, раніше не застосовувавшихся рішень." [3]